# Maria și marea (film)
Maria și marea este un film românesc din 1989 regizat de Mircea Mureșan după romanul omonim din 1973 al lui Radu Tudoran. Rolurile principale au fost interpretate de actorii Maia Morgenstern, Eusebiu Ștefănescu și Mircea Anca.

## Rezumat
"Maia Morgenstern interpreteaza in acest film dupa un scenariu de Radu Todoran, o Penelopa modernă care isi imparte timpul intre pupitrul de telegrafista si frumoasele amintiri din cea mai frumoasa vara a iubirii indepartate." - Ileana Penes Danalache - 1989 (Cinema)

## Distribuție
Distribuția filmului este alcătuită din:
- Maia Morgenstern — Maria, telegrafistă la Stația Radio de Coastă
- Eusebiu Ștefănescu — Ion Jianu, căpitan de cursă lungă, comandantul Navigației Maritime
- Mircea Anca — Alber, căpitan de cursă lungă, comandantul navei Roman
- Liliana Hodorogea — Dia, prietena veche a Mariei
- Mugur Arvunescu — Matei, radiotelegrafist
- Violeta Berbiuc — funcționara de la poștă
- Marian Ghenea — Vlad, radiotelegrafist, șeful Stației Radio de Coastă
- Valentina Bucur-Caracasian — vânzătoarea ambulantă turcoaică (menționată Valentina Caracasian)
- Mihai Bisericanu — clovnul de pe faleza mării
- Oltița Chirilă — Laura, fata care colindă litoralul românesc (menționată Otilia Chirilă)
- Cristian Constantinescu — Traian, barmanul localului de pe malul mării
- Cristina Tacoi — mama Mariei (nemenționată)
- Ion Henter — medicul care o tratează pe Maria de răceală (nemenționat)

## Primire
Filmul a fost vizionat de 661.680 de spectatori în cinematografele din România, după cum atestă o situație a numărului de spectatori înregistrat de filmele românești de la data premierei și până la data de 31 decembrie 2014 alcătuită de Centrul Național al Cinematografiei.